# 183. п. н. е.

## Смрти
- Публије Корнелије Сципион Африканац, римски војсковођа и државник, славан по томе што је у бици код Заме поразио картагинског војсковођу Ханибала и тако победоносно окончао Други пунски рат (рођен 236. п. н. е.)
- Ханибал, картагински војсковођа и државник који је водио картагинске снаге у низ победа над Римом у Другом пунском рату, један од највећих војсковођа светске историје (рођен 247. п. н. е.)